# Probles brevivalvus
Probles brevivalvus är en stekelart som beskrevs av Horstmann 1971. Probles brevivalvus ingår i släktet Probles, och familjen brokparasitsteklar. Arten är reproducerande i Sverige.